# 梅道駅
梅道駅（メイどうえき）は香港中西区にあるピークトラムの駅である。海抜180mの場所に位置する。

## 駅構造
- 単式ホーム1面1線の地上駅。

## 駅周辺
- 梅道
- 地利根徳里

## 歴史
- 1888年5月30日 - 開業。

## 隣の駅
山頂纜車有限公司
ピークトラム
麦当労道駅 - 梅道駅 - 白加道駅